# Somalibrya
Somalibrya é um gênero de traça pertencente à família Arctiidae.